# Agave delamateri
Agave delamateri là một loài thực vật có hoa trong họ Măng tây. Loài này được W.C.Hodgs. & Slauson mô tả khoa học đầu tiên năm 1995.